# 盧嘉慶
盧嘉慶（？—？），字吉甫，號文峰，河南開封府祥符縣人，民籍，明朝政治人物。

## 生平
河南鄉試第七十三名舉人。嘉靖三十二年（1553年）中式癸丑科三甲第二百八十九名進士。吏部观政，授工部主事，升员外郎。

## 家族
曾祖盧剛；祖父盧成；父盧鑑。前母劉氏；朱氏。弟嘉祥、嘉猷、嘉言。